# Johann Schaub
Johann Schaub   (Frankfurt del Main, 22 de setembre de 1880 - Hanstedt, 12 de novembre de 1965) va ser un compositor alemany.
Schaub va ser estudiant del "Conservatori Hoch" amb Ivan Knorr. Després va ser director coral a Bingen i va obtenir un lloc de professor de teoria a Breslau. Des de 1900 va estudiar a l'Acadèmia de Berlín amb Engelbert Humperdinck. Schaub va conèixer a Richard Strauss i Max von Schillings. Del 1906 al 1915 va ser redactor del diari "Musician German" de Charlottenburg i membre presidencial de l'organització professional. Des del 1916 fou professor de piano, morfologia i composició al Conservatori "Vogt d'Hamburg". També va treballar com a compositor. Schaub va viure a Hanstedt/Nordheide fins als anys 60. Va estar casat amb Margreth Gins.
Schaub es dedicà preferentment a la música simfònica, figurant entre les seves obres Preludi de festa i un pròleg simfònic per a Monna Vanna. També va compondre diversos lieder.
La seva germana era la cantant Hedwig "Hede" Lelyveld-Schaub. Al Conservatori "Hoch" de Frankfurt va estudiar la veu. Aquesta també va viure i va morir a Hanstedt/Nordheide